# 단식부기
단식부기(單式簿記)는 일정한 법칙을 갖지 않고 다른 각 계정과 관련 없이 기록자가 임의로 단순한 각종 장부를 독립적으로 기입하는 것을 가리킨다. 소매업의 임시 기록장부나 용돈 기록부, 가계부 따위의 단순한 회계에서 이용한다.

## 상호참조
참조 무결성에 의존하는 상호참조(相互參照)는 정보통신분야에서 데이터베이스 스키마의 한 원리로 제안되는것으로 한 접근점으로부터 다른 접근점으로 안내하는 기입이다. 지시적인 것과 제안적인 것의 두 가지 유형이 있다. 한편 단식부기는 이러한 상호참조가 복식부기에 비해서 불완전하거나 일정한 법칙을 갖고있지않은 경우로 볼 수 있다.

## 같이 보기
- 분식회계